# Montagne mystique
Ne doit pas être confondu avec La Montagne magique.

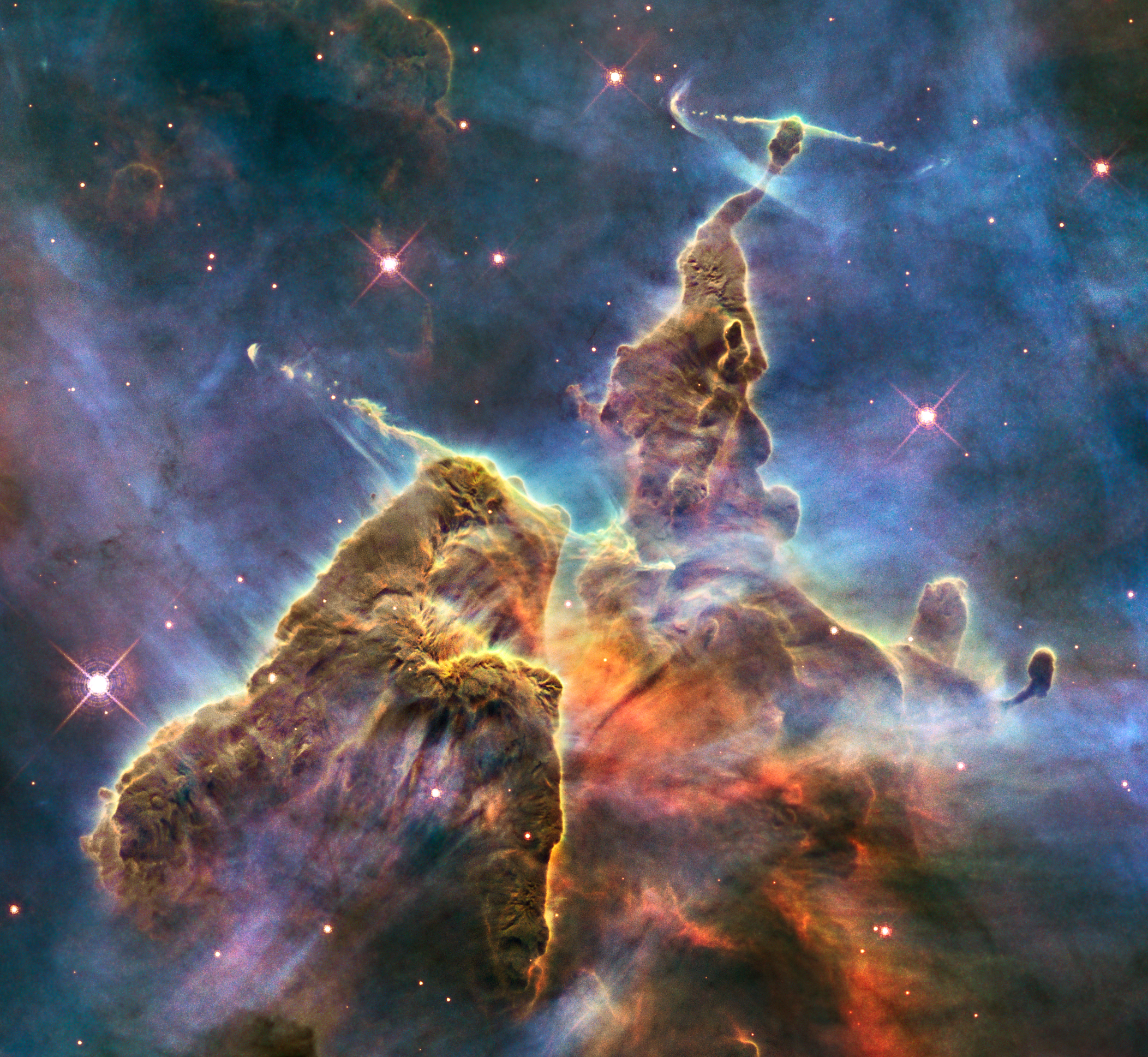
La montagne mystique, vue par le télescope spatial Hubble.

L'emplacement de cette région de l'espace peut être mieux observé dans cette vue plus large de la nébuleuse de la Carène.

La montagne mystique (en anglais : Mystic moutain) est une région de la nébuleuse de la Carène, et originellement le titre d'une photographie de celle-ci prise par le télescope spatial Hubble. 
Cette vue a été prise par la nouvelle Wide Field Camera 3, bien que la région ait également été capturée par l'instrument de la génération précédente.

## Description
Située à environ 7 500 années-lumière de la Terre, la montagne mystique se présente sous la forme d'une série de piliers de gaz (essentiellement de l'hydrogène) et de poussière estimée à trois années-lumière de long,. À son extrémité se trouve une étoile, masquée par l'opacité du nuage, qui émet des jets de particules très puissants qui forment comme des cornes de part et d'autre d'une minuscule tête.
Cette nouvelle vue a célébré le 20e anniversaire du télescope dans l'espace en 2010. 
La montagne mystique contient plusieurs objets Herbig-Haro où des étoiles naissantes projettent des jets de gaz qui interagissent avec les nuages de gaz et de poussière environnants,.